# Държавен архив – Плевен
Държавен архив – Плевен е отдел в дирекция „Регионален държавен архив“ – Монтана.

## Дейност
В него се осъществява подбор, комплектуване, регистриране, обработване, съхраняване и предоставяне за използване на определените за постоянно запазване документи на областната администрация, на общините на територията на Плевенска област, на териториалните структури на държавните органи и на други държавни и общински институции, организации и значими личности от местно значение, както и научно-методическото ръководство и контрол на организацията на работата с документите в деловодствата и учрежденските архиви, тяхното опазване и използване.
Към архива функционират читалня, библиотека и изложбена зала. В научно-справочната библиотека са заведени 3634 тома специализирана литература по история, архивистика и други области на науката, речници, енциклопедии, справочници, пътеводители, каталози, документални сборници, периодични издания.

## История
Архивът е създаден през 1952 г. като отдел на Окръжно управление на МВР – Плевен на основата на Указ № 515 на Президиума на Народното събрание и ПМС № 344 от 18 април 1952 г. От 1961 г. е на административно подчинение на Окръжен народен съвет – Плевен, от 1988 г. е в структурата на Община Плевен. През 1992 г. преминава на пряко административно подчинение на Главно управление на архивите при Министерски съвет. От 1978 г. получава статут на дирекция, а през 2010 г. е преструктуриран в отдел. От 1999 г. архивът се помещава в сграда, намираща се в двора на музеен комплекс – Плевен.

## Фонд
След промените в административно-териториалното деление на страната през 1959 г. 107 фонда са предадени на новосъздадените архиви Ловеч и Габрово. През 1994 г. е приет фондовият масив на ОК на БКП, възлизащ на 782 фонда с 33 420 архивни единици, 1200 спомена, 516 частични постъпления.
Общата фондова наличност на архива към 1 януари 2017 г. възлиза на 1824,80 линейни метра с 2696 архивни фонда (2522 учрежденски и 174 лични) и общ брой 203 884 архивни единици, както и 755 частични постъпления и 1397 спомена. Застрахователният фонд се състои от 996 349 кадъра негатив и позитив.

## Ръководители
През годините ръководители на архива са:
- Тончо Трифонов Иванов (1952 –1957)
- Йордан Димитров (1957 – 1960)
- Христо Димитров (1960 – 1961)
- Бойко Феков (1962 – 1976)
- Иванка Димова Бошнакова (1977 – 1989)
- Добринка Минчева Игнатова (1990 – 2010)
- Маринела Йорданова (2010 – )